# Cirsium hupehense
Cirsium hupehense là một loài thực vật có hoa trong họ Cúc. Loài này được Pamp. mô tả khoa học đầu tiên năm 1911.